# Cassange-Calucala
Cassange-Calucala è una città e un comune dell'Angola, situata nella provincia di Lunda Norte.
La zona di Calucala è nota per i suoi giacimenti di carbone.